# Toedeloe
Toedeloe is de enige single van De Jantjes. De Jantjes werden gevormd door Dick Rienstra en Martin Käfig, die elkaar ontmoet hebben tijdens hun optreden in de musical De Jantjes. Toedeloe was een van de carnavalskrakers van 1974. Een van de initiatiefnemers tot het plaatje was Wim Roma.De originele tekst (World Copyright 1973: Intersong Basart Publishing Group BV IN.BA 866) bestaat uit een refrein en 2 coupletten.  Het nummer werd later nog gezongen door One Two Trio echter zij gebruikten alleen uit het refrein de woorden 'Toedeloe' en 'Ratata', met een licht aangepaste melodie. De Piraten (met Jan Boezeroen) namen het ook op. Toedeloe van De Strangers is een ander nummer.

## Hitnotering

### Nederlandse Top 40
| Hitnotering: week 8 t/m 11 in 1974 | Hitnotering: week 8 t/m 11 in 1974 | Hitnotering: week 8 t/m 11 in 1974 | Hitnotering: week 8 t/m 11 in 1974 | Hitnotering: week 8 t/m 11 in 1974 | Hitnotering: week 8 t/m 11 in 1974 |
| Week:                              | 1                                  | 2                                  | 3                                  | 4                                  |                                    |
| ---------------------------------- | ---------------------------------- | ---------------------------------- | ---------------------------------- | ---------------------------------- | ---------------------------------- |
| Positie:                           | 35                                 | 16                                 | 15                                 | 36                                 | uit                                |

### NederlandseDaverende 30
| Hitnotering: 23-2-1974 t/m 15-3-1974 | Hitnotering: 23-2-1974 t/m 15-3-1974 | Hitnotering: 23-2-1974 t/m 15-3-1974 | Hitnotering: 23-2-1974 t/m 15-3-1974 | Hitnotering: 23-2-1974 t/m 15-3-1974 |
| Week:                                | 1                                    | 2                                    | 3                                    |                                      |
| ------------------------------------ | ------------------------------------ | ------------------------------------ | ------------------------------------ | ------------------------------------ |
| Positie:                             | 28                                   | 18                                   | 15                                   | uit                                  |